# Кралицата
„Кралицата“ (на английски: The Queen) е драматичен филм от 2006 г. на режисьора Стивън Фриърс. Сценарият е написан от Питър Морган и представя реакцията на британското кралско семейство след смъртта на Даяна Спенсър на 31 август 1997 г. Премиерата на филма е на 2 септември 2006 г. на кинофестивала във Венеция.

## Актьорски състав
| Актьор         | Роля                      |
| -------------- | ------------------------- |
| Хелън Мирън    | Елизабет II               |
| Майкъл Шийн    | Тони Блеър                |
| Джеймс Кромуел | Филип, херцог на Единбург |
| Хелън Маккрори | Чери Блеър                |
| Алекс Дженингс | Чарлз, принц на Уелс      |
| Роджър Алам    | Робин Дженврин            |
| Силвия Симс    | Елизабет, кралицата-майка |

## Награди и номинации
| Категория                              | Номиниран                   | Резултат                    |
| Оскар (25 февруари 2007 г.)            | Оскар (25 февруари 2007 г.) | Оскар (25 февруари 2007 г.) |
| -------------------------------------- | --------------------------- | --------------------------- |
| Най-добра женска роля                  | Хелън Мирън                 | награда                     |
| Най-добър филм                         | Най-добър филм              | номинация                   |
| Най-добри костюми                      | Най-добри костюми           | номинация                   |
| Най-добър режисьор                     | Стивън Фриърс               | номинация                   |
| Най-добър оригинален сценарий          | Питър Морган                | номинация                   |
| Най-добра филмова музика               | Александър Деспла           | номинация                   |
| Награда на БАФТА (11 февруари 2007 г.) |                             |                             |
| Най-добър филм                         | Най-добър филм              | награда                     |
| Най-добра актриса в главна роля        | Хелън Мирън                 | награда                     |
| Най-добър британски филм               | Най-добър британски филм    | номинация                   |
| Най-добър филмов монтаж                | Най-добър филмов монтаж     | номинация                   |
| Най-добри костюми                      | Най-добри костюми           | номинация                   |
| Най-добър грим и прически              | Най-добър грим и прически   | номинация                   |
| Най-добра режисура                     | Стивън Фриърс               | номинация                   |
| Най-добър оригинален сценарий          | Питър Морган                | номинация                   |
| Най-добра филмова музика               | Александър Деспла           | номинация                   |
| Най-добър актьор в поддържаща роля     | Майкъл Шийн                 | номинация                   |
| Златен глобус (15 януари 2007 г.)      |                             |                             |
| Най-добър сценарий                     | Питър Морган                | награда                     |
| Най-добра актриса в драматичен филм    | Хелън Мирън                 | награда                     |
| Най-добър филм – драма                 | Най-добър филм – драма      | номинация                   |
| Най-добър режисьор                     | Стивън Фриърс               | номинация                   |
| Сателит (18 декември 2006 г.)          |                             |                             |
| Най-добър оригинален сценарий          | Питър Морган                | награда                     |
| Най-добра актриса в драматичен филм    | Хелън Мирън                 | награда                     |
| Най-добър филм – драма                 | Най-добър филм – драма      | номинация                   |
| Най-добър режисьор                     | Стивън Фриърс               | номинация                   |
| Емпайър (27 март 2007 г.)              |                             |                             |
| Най-добър британски филм               | Най-добър британски филм    | номинация                   |
| Най-добра актриса                      | Хелън Мирън                 | номинация                   |